# Вулиця Ваці
Вулиця Ваці (угор. Váci utca) — головна вулиця історичного району Бельварош в центрі Будапешта. Вважається головною торговою вулицею міста, дуже популярна серед туристів. Крім магазинів на вулиці знаходиться безліч кафе і ресторанів. На багатьох фасадах будівель є чавунні прикраси і мозаїки.
Вулиця починається на площі Верешмарті і закінчується біля площі Фьовам (біля центрального ринку). Проходить з північного заходу на південний схід паралельно Дунаю на відстані близько 200 метрів від нього. Майже цілком є пішохідною. Довжина вулиці складає 1,2 км.

## Галерея

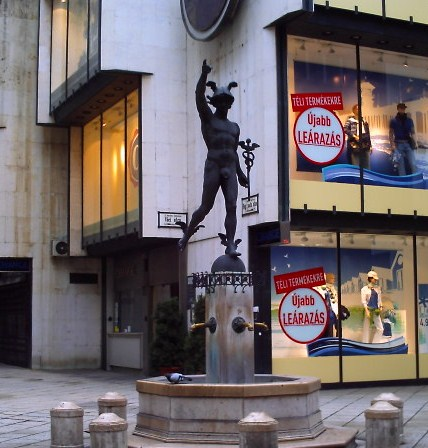
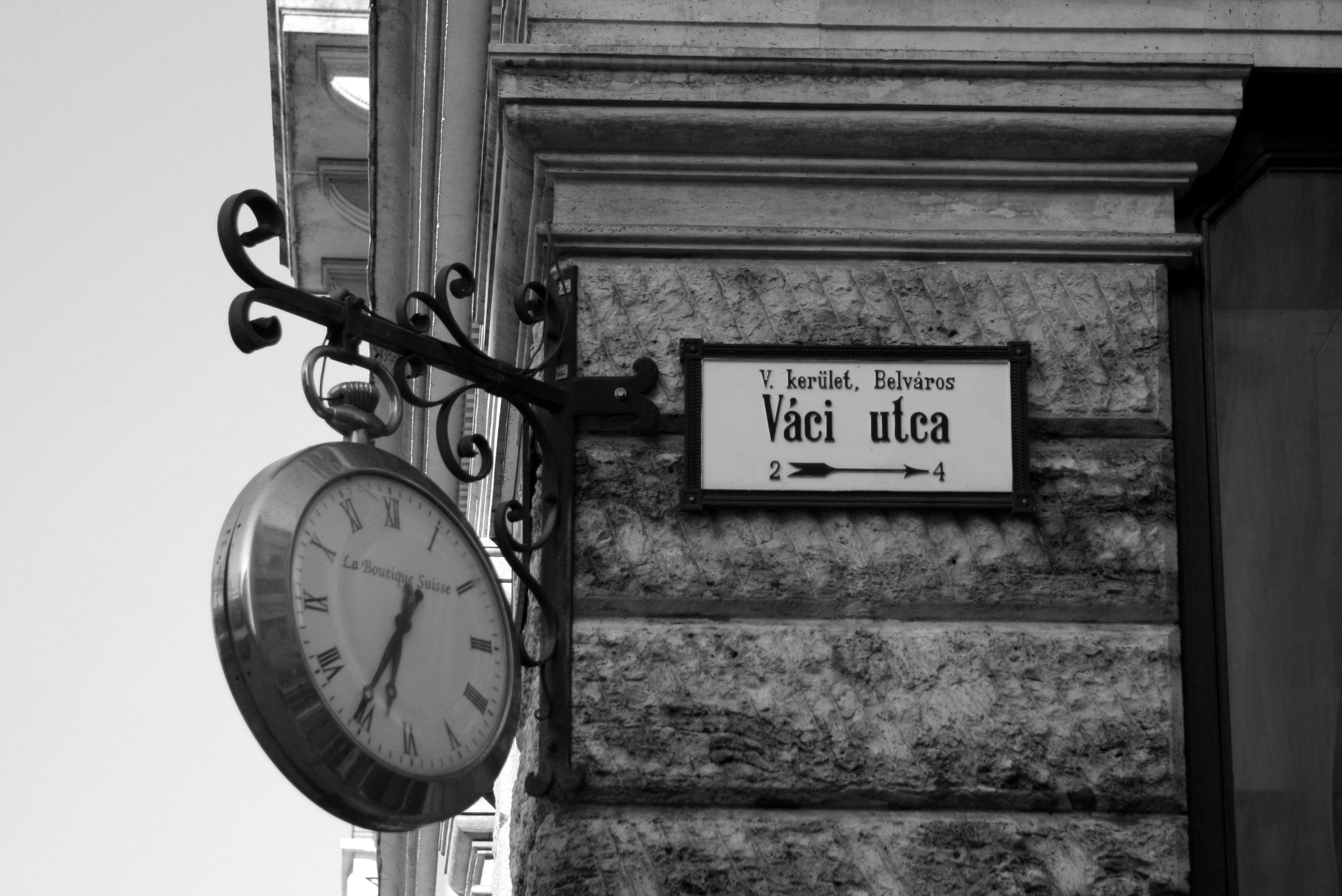
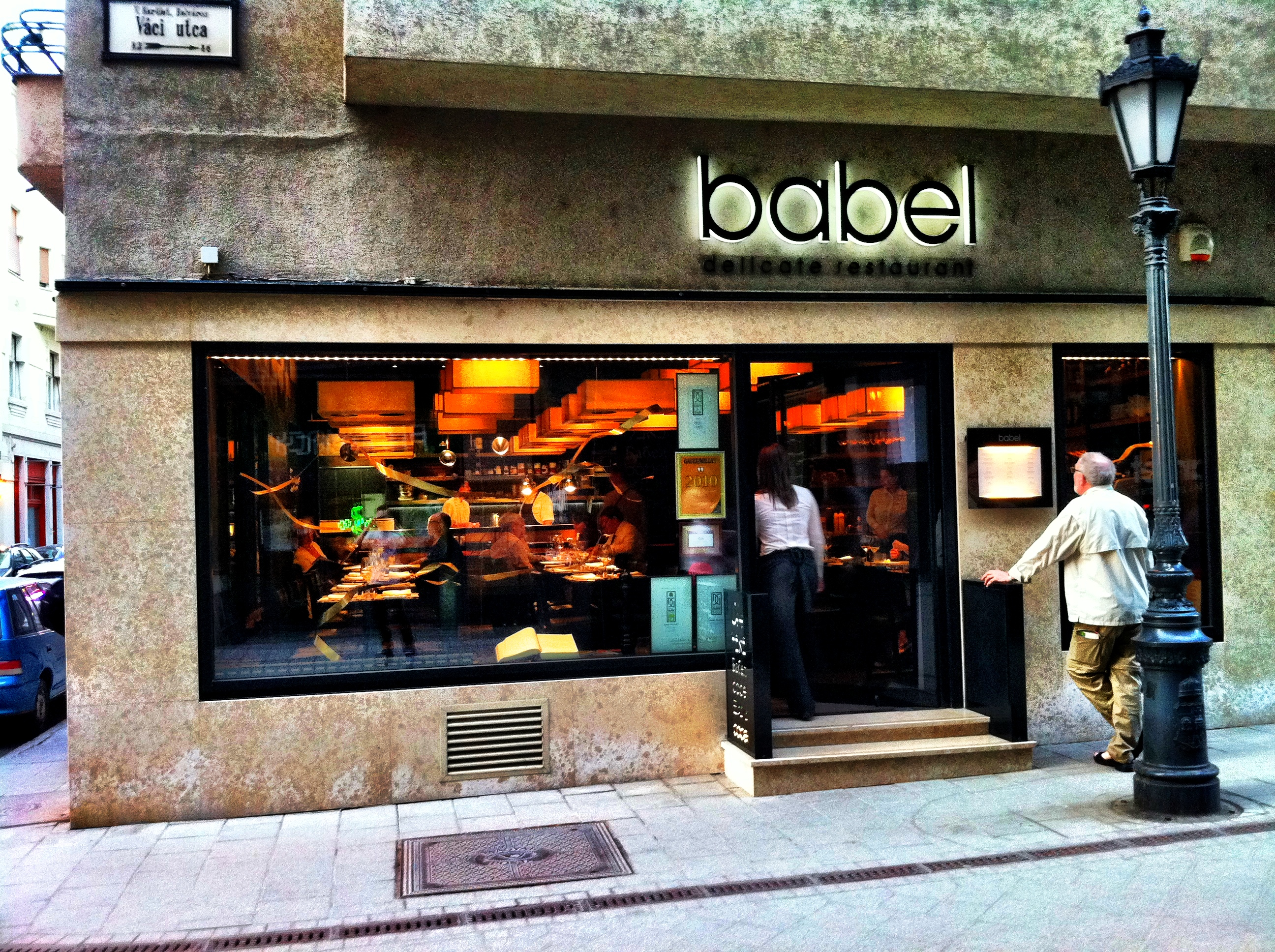
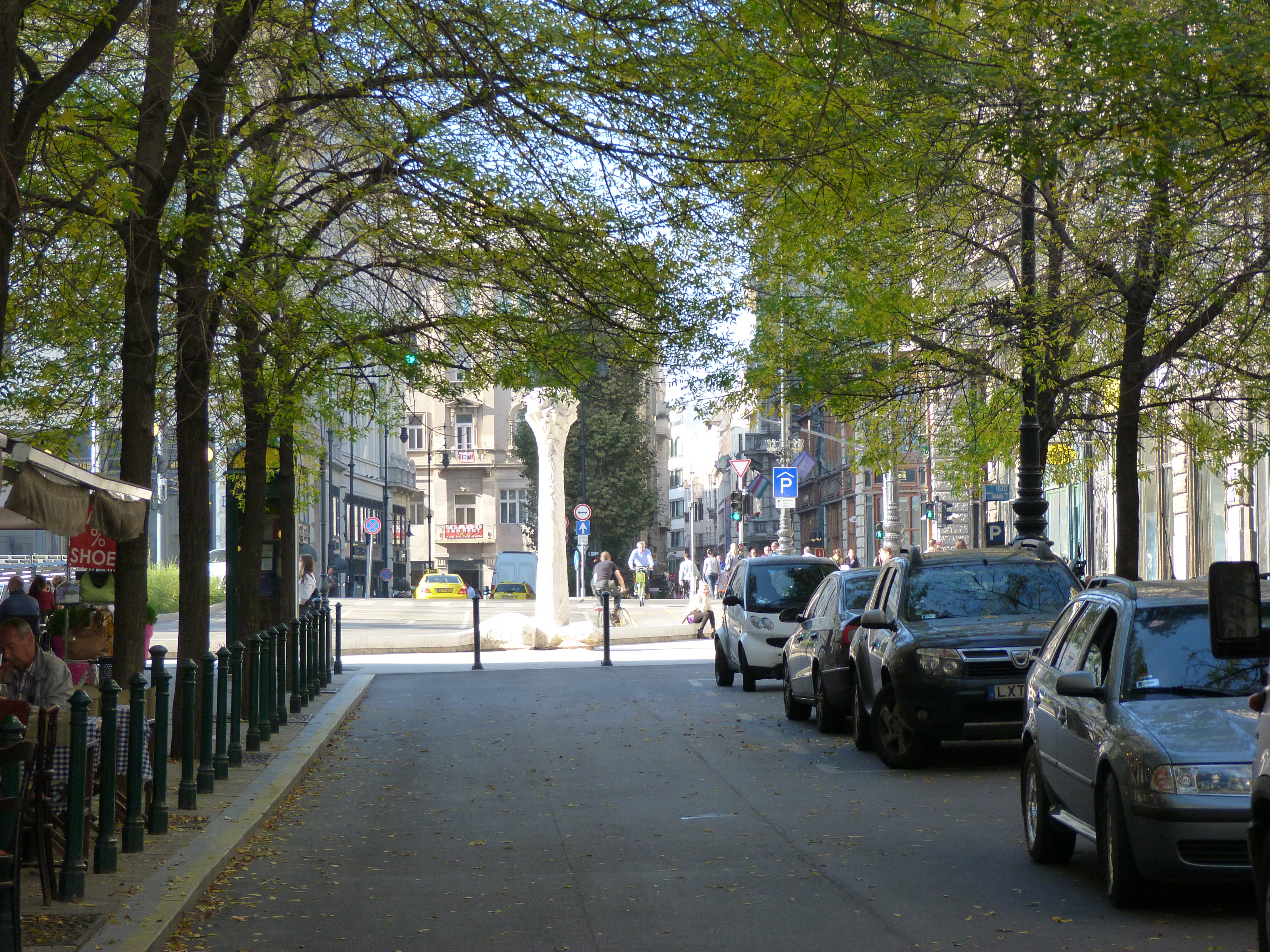
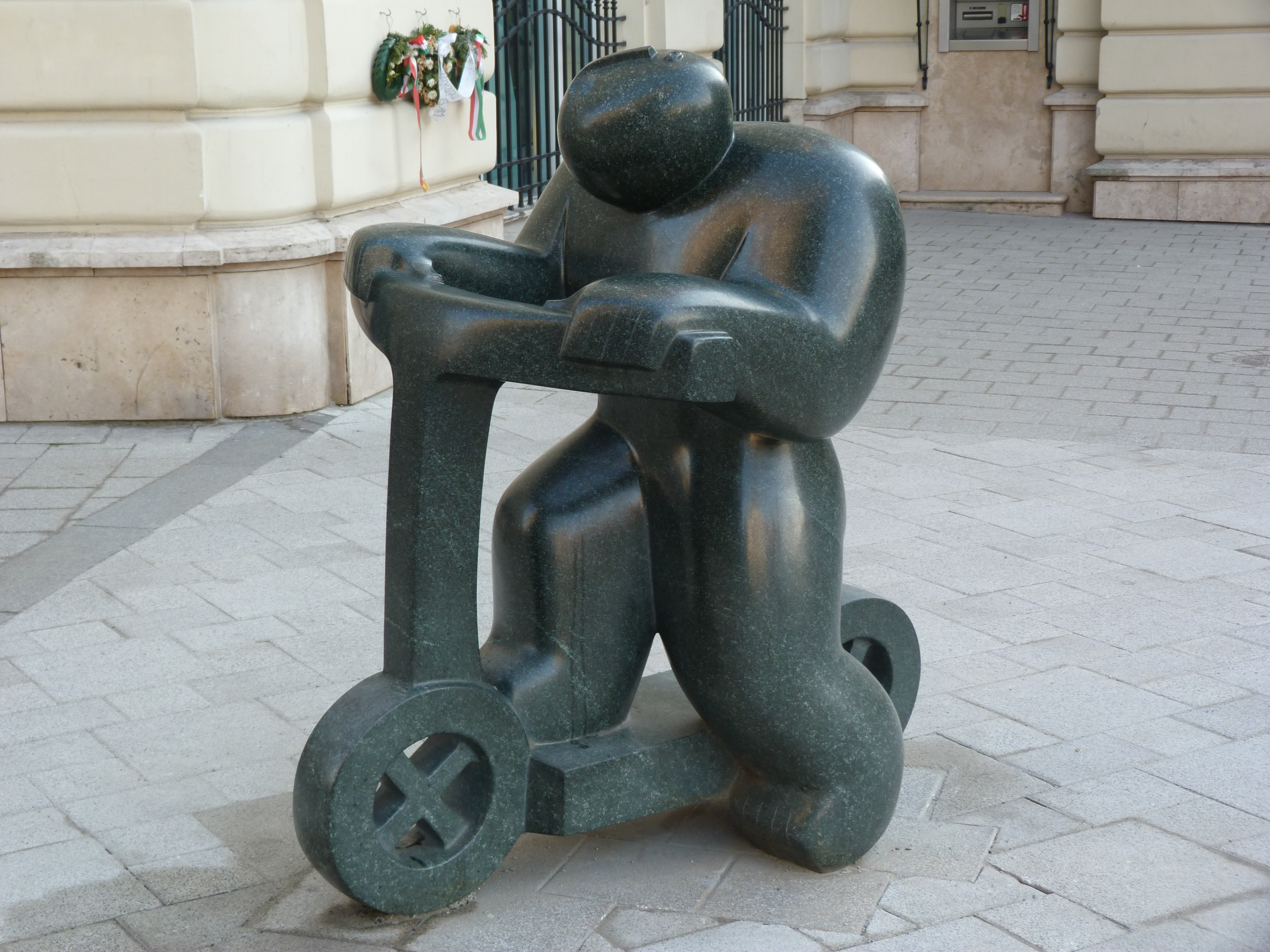
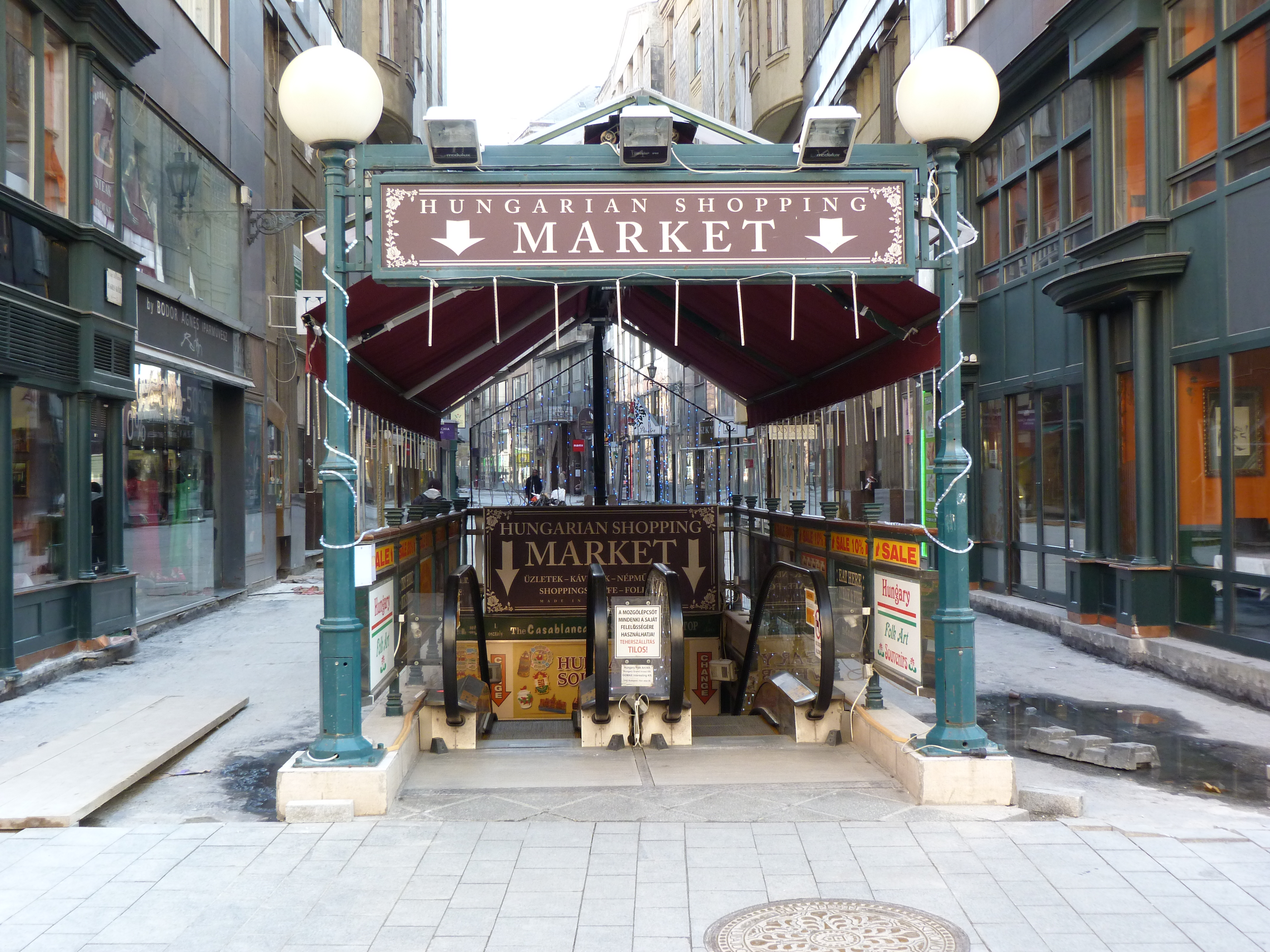